# Kétszínű nyárfacincér
A kétszínű nyárfacincér (Rhamnusium bicolor) a cincérfélék családjába tartozó, Európában honos, lombos fákon élő bogárfaj. 

## Megjelenése
A kétszínű nyárfacincér hímjének testhossza 14-24 mm, a nőstény 18-24 mm-es. Az előtor hátsó pereme jelentősen szélesebb az elsőnél, oldalaiból egy-egy jól fejlett bütyök áll ki.  A szárnyfedők oldalvonalai majdnem a végükig párhuzamosak. Feje és előtora, valamint a lábai és a potroha vörösessárga színűek, szárnyfedői feketéskékek, oldalszéle a vállon sárga, a mellközép és a mellvég fekete. Csápja a tövén sárgásvörös, az ötödik íz végétől fekete vagy barna. A fej és az előtor felálló, rövid sárga szőrökkel fedettek, a szárnyfedők szőrei nagyon finomak, lesimulóak, barnásak. A homlok finoman pontozott, a fejtető és a nyak sima, az előtor közepe sima. Szárnyfedői sűrűn, kissé ráncosan pontozottak. 
Színezete változatos, gyakori színváltozatainál a homlok és a fejtető lehet fekete, vagy egész csápja egyszínű vörösbarna, vagy egész teste sárgásvörös, csak a csápjai sötétek. 

## Elterjedése és életmódja
Európában honos, a Pireneusoktól Nyugat-Oroszországig. Skandináviában és a Brit-szigeteken hiányzik. Magyarországon elterjedt, de ritka faj. 
Lárvája különféle lombos fák (nyár, fűz, juhar, szil, tölgy, gesztenye, vadgesztenye, hárs, dió, gyümölcsfák, stb.) öreg törzsének odvas, korhadt részében él, az élő szövet közelében. Fejlődése 2-3 évig tart. Az imágók május közepétől júniusig rajzanak. Este és éjszaka aktívak, többnyire az odvakban rejtőznek, csak ritkán repülnek. 
Magyarországon védett, természetvédelmi értéke 5000 Ft.

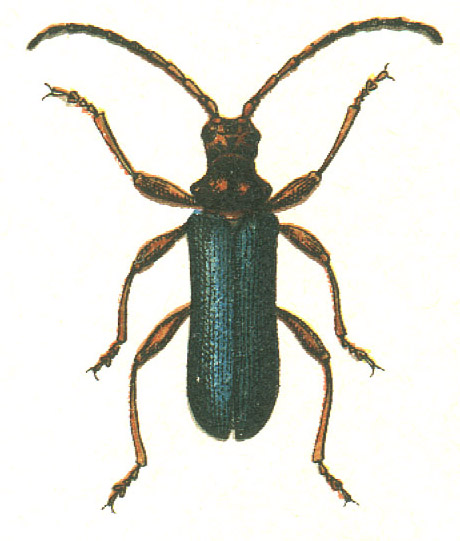
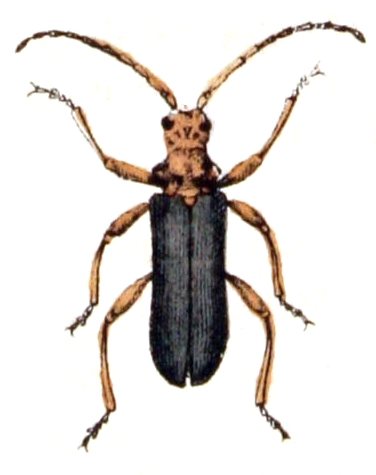